# Ambassis miops
Ambassis miops là một loài cá biển-nước lợ thuộc chi Ambassis trong họ Cá sơn biển. Loài này được mô tả lần đầu tiên vào năm 1872.

## Từ nguyên
Từ định danh miops được ghép bởi hai âm tiết trong tiếng Hy Lạp cổ đại: mīkrós (μικρός; "nhỏ bé") và óps (ὄψ; "mắt"), hàm ý đề cập đến mắt của loài cá này nhỏ hơn so với Ambassis urotaenia.

## Phân bố và môi trường sống
Từ Ấn Độ, A. miops có phân bố trải dài về phía đông đến đảo Rarotonga (chỉ giới hạn ở phía bắc đảo), xa nhất ở phía bắc là đến miền nam Nhật Bản, giới hạn phía nam đến bán đảo Cape York (Úc).
A. miops thường sống cách biển khoảng 20 km, có thể được tìm thấy ở rừng ngập mặn, hạ lưu sông và trong những vùng nước ngọt.

## Mô tả
Chiều dài lớn nhất được ghi nhận ở A. miops là 10,3 cm. Cơ thể trong mờ, sọc giữa thân ánh bạc. Vây trong suốt, đôi khi ánh màu vàng đồng ở phần đuôi và phần trước của vây lưng.
Số gai vây lưng: 8; Số tia vây lưng: 9–10; Số gai vây hậu môn: 3; Số tia vây hậu môn: 9–10; Số tia vây ngực: 13–14.

## Sinh thái
Thức ăn của A. miops là giáp xác và cá nhỏ.